# Bersama swynnertonii
Espèce
Statut de conservation UICN

 LC  : Préoccupation mineure
Bersama swynnertonii est une espèce de plantes à fleurs de la famille des Melianthaceae endémique du Zimbabwe.